# Julio Saturnino Castillo
Julio Saturnino Castillo, (El Malacara, Departamento General Taboada, 19 de agosto de 1943 - Monte Tumbledown, 14 de junio de 1982) fue un militar argentino, perteneciente a la Armada Argentina, que alcanzó la jerarquía de suboficial primero (post mortem) en la Infantería de Marina.
Participó en la Guerra de las Malvinas, donde cayó en combate mientras auxiliaba a dos compañeros en la ladera sudeste durante el Combate de Monte Tumbledown. Por su servicio le fue concedido la condecoración Cruz al Heroico Valor en Combate por «Rechazar en forma individual y por propia iniciativa, el ataque de una fracción enemiga produciéndole severas bajas, posteriormente perseguirlas y continuar combatiendo en permanente y ejemplar actividad de arrojo hasta ofrendar su vida.»

## Carrera militar
Ingresó en la Escuela de Suboficiales de Infantería de Marina el 1.º de agosto de 1966, egreso como cabo segundo (promoción  35). Su carrera naval lo llevaría por diversos destinos como el Batallón de Infantería de Marina N.º 2, la Brigada de Infantería de Marina N.º 1, la Base Naval de Infantería de Marina y el Batallón de Infantería N.º 5.
El 2 de abril de 1982 se encontraba destinado en el Batallón de Infantería de Marina N.º 5, (BIM 5) cuyo asiento era la ciudad de Río Grande. El Suboficial Castillo  padecía de epilepsia, razón por la que no se encontraba destinado al despliegue, sin embargo, comunicó al jefe del batallón su intención de ir a las islas como voluntario.

## Guerra de las Malvinas
El 8 de abril de 1982 arriba a Puerto Argentino. Una vez en Malvinas, es destacado como encargado de un grupo de la Cuarta Sección de Tiradores de la Compañía Nácar en la ladera Suroeste de Monte Tumbledown, a cuyo jefe de sección era del Teniente de Corbeta Carlos Daniel Vázquez.
Castillo, a raíz de su enfermedad, debió ser internado por dos días, durante la estadía del batallón en Malvinas. Al reponerse pidió regresar con su gente, requerimiento que fue aceptado por sus condiciones de mando y valentía. Su jefe inmediato, el Teniente de Corbeta de Infantería de Marina Carlos Daniel Vázquez, al recordarlo tiempo después reproducía las siguientes palabras del suboficial:

“señor, de aquí no me quiero ir hasta que no hayamos terminado de hacer lo que tenemos que hacer…luchar…”.

Castillo estaba convencido de que con sus acciones en el puesto de batalla colaboraba en la recuperación de las islas.
El 14 de junio a las dos y media de la madrugada, el grupo de Castillo, en el extremo derecho de la sección, trataba de contener la segunda embestida de la Guardia Escocesa, la primera había sido rechazada. Castillo estaba el Cabo Segundo Amílcar Tejada  y el conscripto dragoneante José Luis Galarza. Tres soldados británicos salieron corriendo detrás de un montículo rocoso disparando sus armas, alcanzaron así al conscripto Galarza, el Cabo Tejada giró la ametralladora  FN MAG y comenzó a disparar, batiendo a los tres soldados británicos.
Castillo al ver que su soldado había sido herido, furioso, salió de la protección del pozo de zorro, en momentos que otros tres británicos avanzaban hacia él desde unos 20 metros. Disparó su fusil mientras insultaba a sus oponentes, en ese momento, es abatido de un tiro en el pecho.

## Condecoraciones y homenajes
- En forma póstuma fue ascendido al gradro militar de suboficial primero

- Por su actuación en el conflicto, le fue otorgada la Cruz al Heroico Valor en Combate, la máxima condecoración militar de la República Argentina.[3]

- Fue declarado "héroe nacional" por la ley 24.950,[4] junto con otros combatientes argentinos fallecidos en la guerra de las Malvinas.

- La Armada Argentina bautizó con el nombre ARA Suboficial Castillo[5] a un aviso incorporado a su Flota de Mar el 7 de junio de 1994.